# Repno (Šentjur, Slovenija)
Repno je naselje u slovenskoj Općini Šentjuru. Repno se nalazi u pokrajini Štajerskoj i statističkoj regiji Savinjskoj. 

## Stanovništvo
Prema popisu stanovništva iz 2002. godine naselje je imalo 51 stanovnika.